# Reformismo
El reformismo es un tipo de ideología social o política que generalmente apunta a realizar cambios graduales a fin de mejorar un sistema, proyecto o sociedad. Esos cambios se refieren generalmente solo a ciertos aspectos, a veces necesarios o fundamentales, más que a la totalidad, lo que lo diferencia tanto de posiciones como el reaccionarismo y el revolucionismo. Es necesario también diferenciar el reformismo del centrismo. Para el centrismo, la búsqueda y promoción de políticas consensuales, equidistantes de los «extremos políticos» es un fin en sí mismo. Para el reformismo, tales acuerdos son una manera de avanzar paulatina pero seguramente hacia un objetivo final que se postula como un fin de interés general. 
Adicionalmente, aunque ambos movimientos pueden ser vistos como evolucionistas el acento en el centrismo es más continuista. El reformismo no es necesariamente visto como una propuesta consensual. Muchos lo ven como una capitulación a las políticas del sector opuesto (Lenin, por ejemplo, denuncia lo que ve como defensa del reformismo burgués). Otros lo pueden ver como tentativas profundamente amenazantes. Empezando con la reforma protestante de Lutero pasando por el «reformismo ilustrado» de los Borbones (franceses originarios), vemos proyectos que buscan transformar sistemas con la intención de mejorarlos mientras se mantienen ciertos elementos centrales, pero al mismo tiempo vemos proyectos que fueron percibidos como desestabilizadores y destructores del orden establecido.
Durante el siglo XIX, debido colectivismo, algunos reformistas, como los regeneracionistas españoles, lo propusieron como solución a los problemas agrarios.

## Resumen
Históricamente ha habido varias fuentes teóricas importantes que fundamentaron esta visión.

### La fuente cristiana
Se pueden destacar, entre otros, Alfred Müller-Armack para quien el mercado y la competencia son, en principio, la mejor forma de organizar la economía. Pero la economía, como actividad social, debe estar al servicio de la humanidad, y por lo tanto, debe ser regularizada a fin de asegurar que produzca beneficios sociales. Esta percepción forma la base económica del proyecto de la Economía social de mercado. Aparte estaría Karl Polanyi quien —definiéndose como partidario del socialismo cristiano— considera al liberalismo económico como un proyecto utópico cuya puesta en práctica habría destruido los cimientos materiales y políticos de la sociedad moderna. Sus percepciones cooperativistas introdujeron el concepto de democracia económica:según este concepto, en la práctica económica deben ser considerados no solo los intereses de los accionista corporativistas sino también los de aquellos que se llaman sectores interesados: la comunidad, los sindicatos, los propietarios, etc. 
También se debe mencionar, y de manera especial, a Jacques Maritain quien puede ser considerado como de mayor importancia en el proyecto de la democracia cristiana de los países del sur de Europa y América Latina.

### La fuente liberal
Representada principalmente por el social liberalismo, que pone acento en lograr igualdad social (especialmente de oportunidades) basándose en el trabajo de Thomas Hill Green quien argumenta que el desarrollo de las potencialidades humanas no se puede lograr en aislamiento, sino solo a través de la comunidad. La piedra de toque es la capacidad de la sociedad para favorecer ese desarrollo humano. La sociedad debería conformarse al bien común, siendo su fundación y justificación la voluntad ciudadana —lo que se concreta en la democracia—. 
Otra fuente dentro de esta corriente es John Stuart Mill. Para él, la democracia no solo es la mejor forma de gobierno, sino indispensable para el avance o desarrollo humano, porque solo a través de la reflexión que se logra exclusivamente en un ámbito de discusión de las ideas se lograra superar los errores tanto individuales como sociales. La mera experiencia carente de reflexión o debate no es suficiente.

## Socialismo
Representada mayormente por la socialdemocracia a partir del trabajo de Eduard Bernstein (ver Revisionismo) quien postula -citando a Engels - que el socialismo se logrará a través de una lucha "prolongada, tenaz, avanzando lentamente de posición a posición" lo que producirá una especie de evolución del capitalismo dado que por un lado A) las condiciones económicas no eran las suficientes como para permitir la aparición del socialismo (ver obra citada) y B) que la concentración o acumulación del capital no se ha realizado en los términos previstos por Marx, sino por el contrario, se ha extendido -a través de la generalización de las empresas de capital social- lo que significa que, en lugar de pauperizar la sociedad entera, ha logrado mejorar los niveles de vida de amplios sectores de ella y por el otro, la aparición de la democracia y los logros de beneficios sindicales que esa aparición hace posible significa que el proletariado tendría cada vez más derechos a defender y por lo tanto, menos razones para una insurrección. Todo lo anterior "ha revolucionado completamente las condiciones de la lucha del proletariado. Los métodos de 1848 (la referencia es al Manifiesto Comunista) son obsoletos en todo sentido"
Finalmente en esta aproximación es necesario nombrar los autores agrupados en la Sociedad Fabiana. Esa sociedad tuvo y todavía tiene una gran influencia en el proyecto reformista de los Partidos laboristas de los países de habla inglesa. Sus fundadores fueron individuos que recogían y reconocían diversas tendencias y se agruparon, sin un programa formal, a fin de "ayudar en la reconstrucción de la sociedad de acuerdo a los principios de las posibilidades de la moralidad más alta".